# Corbigny
Corbigny é uma comuna francesa na região administrativa de Borgonha-Franco-Condado, no departamento Nièvre. Estende-se por uma área de 20,02 km². Em 2010 a comuna tinha 1 573 habitantes (densidade: 78,6 hab./km²).